# Rotundakerk Sint-Procopius
De Rotundakerk Sint-Procopius (Pools: Rotunda świętego Prokopa) in de Poolse stad Strzelno is de grootste romaanse kerk in Polen die op een rond oppervlak werd gebouwd.

## Geschiedenis

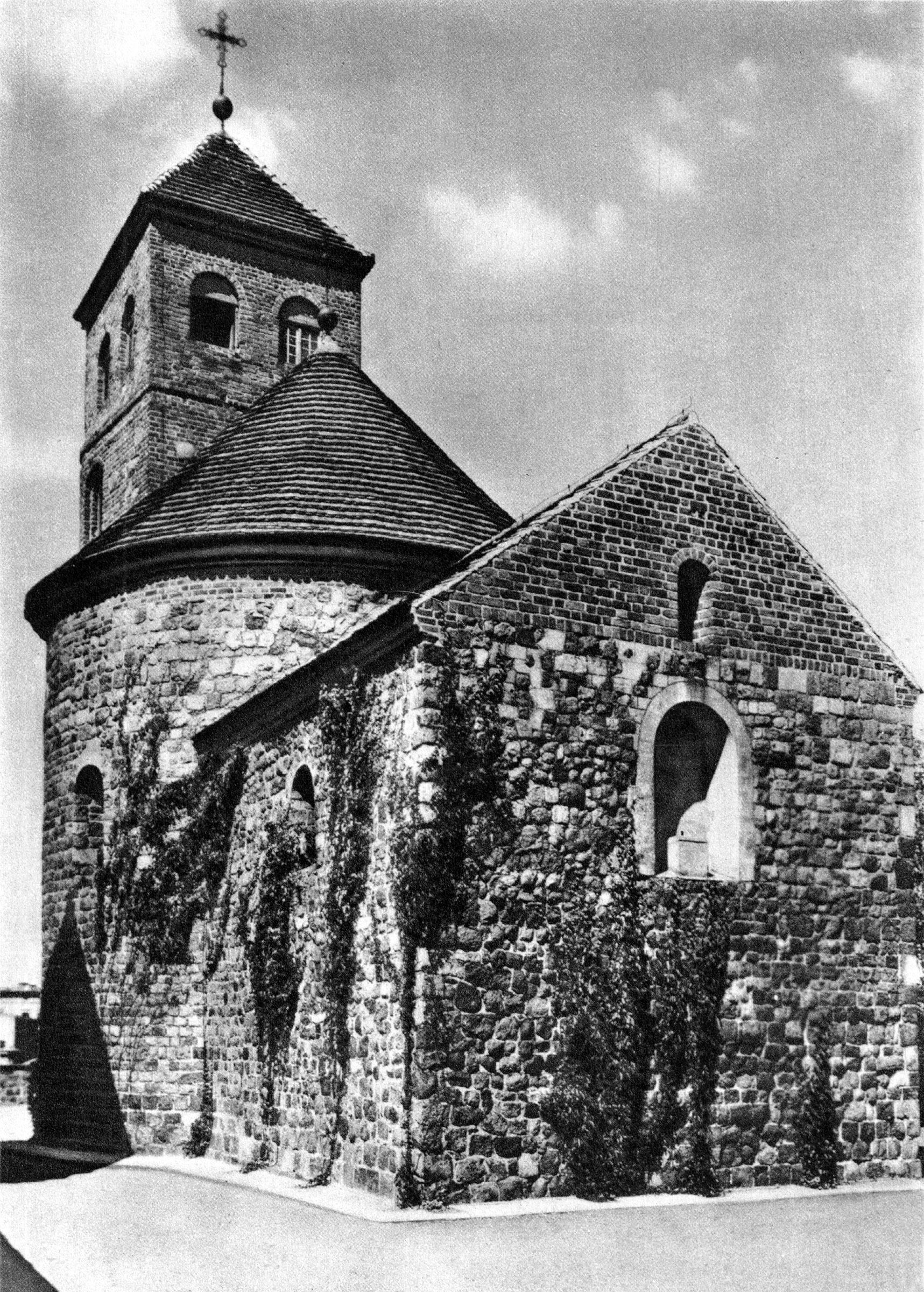
De kerk voor 1939

De kroniekschrijver Jan Długosz noemde in zijn geschriften de datum 16 maart 1133 als de wijdingsdatum van de Heilig Kruiskerk. Het gebouw werd gebouwd van granieten blokken, de latere delen werden van baksteen gemetseld.
De diameter van het interieur bedraagt 8,20 meter, de muurdikte ten minste 1,10 meter. Om de ronde ruimte bevinden zich de volgende aanbouwingen:
- Aan de oostzijde: een 5 bij 5 meter grote vierkante apsis met een kruisribgewelf
- Aan de noordzijde: twee kleine halfronde apsissen.
- Aan de westzijde: een hoge klokkentoren op een hoefijzervormige plattegrond met een steunbeer en een galerij in de bovenverdieping.

Tegen het einde van de 15e eeuw (of aan het begin van de 16e eeuw) werd het bovendeel van de toren afgebroken en opnieuw van baksteen opgemetseld.
Daarna werd de kerk geprofaneerd en door het naburige Premonstratenzer vrouwenklooster als poortwoning gebruikt. In de 18e eeuw vond herstel van de religieuze functie plaats. Bij de herconsecratie werd de voormalige Heilig Kruiskerk nu gewijd aan de heilige Procopius van Sázava. De troepen van Napoleon ontwijden het kerkgebouw in 1812 en gebruikten de gebouwen voor economische doeleinden. Er werden vernielingen aan het gebouw aangericht, waaronder de sloop van de noordelijke apsis. In 1892 werden de apsissen en deels ook de romaanse vensteropeningen gereconstrueerd.
Tijdens de Tweede Wereldoorlog werd de kerk als opslagplaats in gebruik genomen. Vluchtende Duitse troepen probeerden de kerk nog op te blazen. De veroorzaakte brand verwoestte de koepel, het bovenste deel van de toren en de hele inrichting. Maar de muren van de granietblokken doorstonden de ontploffing. In de jaren 1950 volgde de herbouw. In de galerij werd een biforium met een gevonden romaanse middenzuil ingebouwd.
Het wijwaterbekken van graniet uit de 12e eeuw, een romaanse grafzerk en vijf staties van de kruisweg overleefden de brand. Dankzij een afgietsel van gips in het Nationale Museum van Krakau en originele foto's uit de archieven van monumentenzorg in Poznań was het mogelijk een replica van het in 1945 verwoestte romaanse tympanon uit de tijd van de stichting van de kerk mogelijk. In het tympanon zijn drie figuren uitgebeeld: in het midden de tronende Christus, links een jonge stichter die Jezus het model van de kerk aanreikt en rechts  een vrouwenfiguur, waarschijnlijk de overste van het klooster, met een open boek.

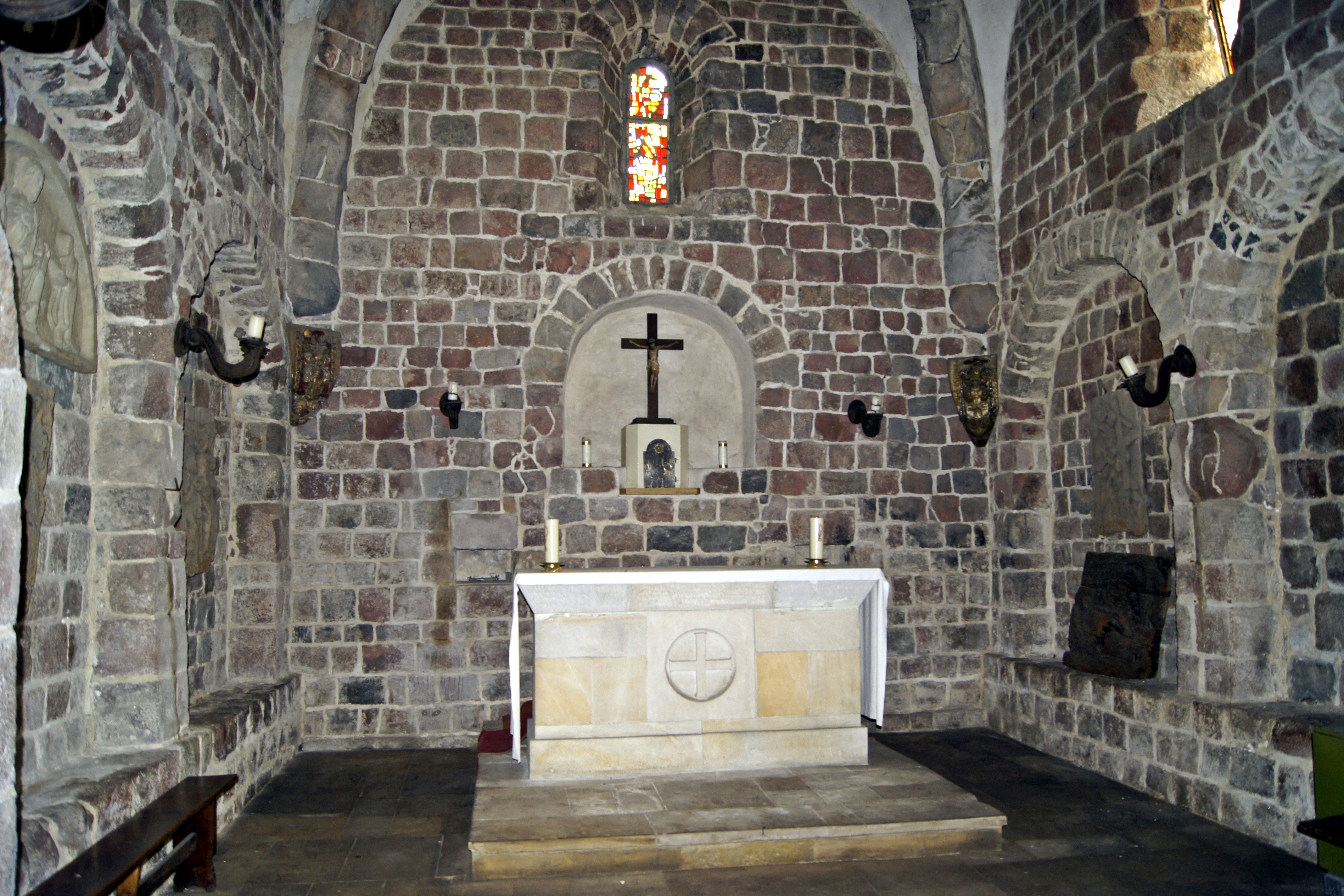
Altaarruimte
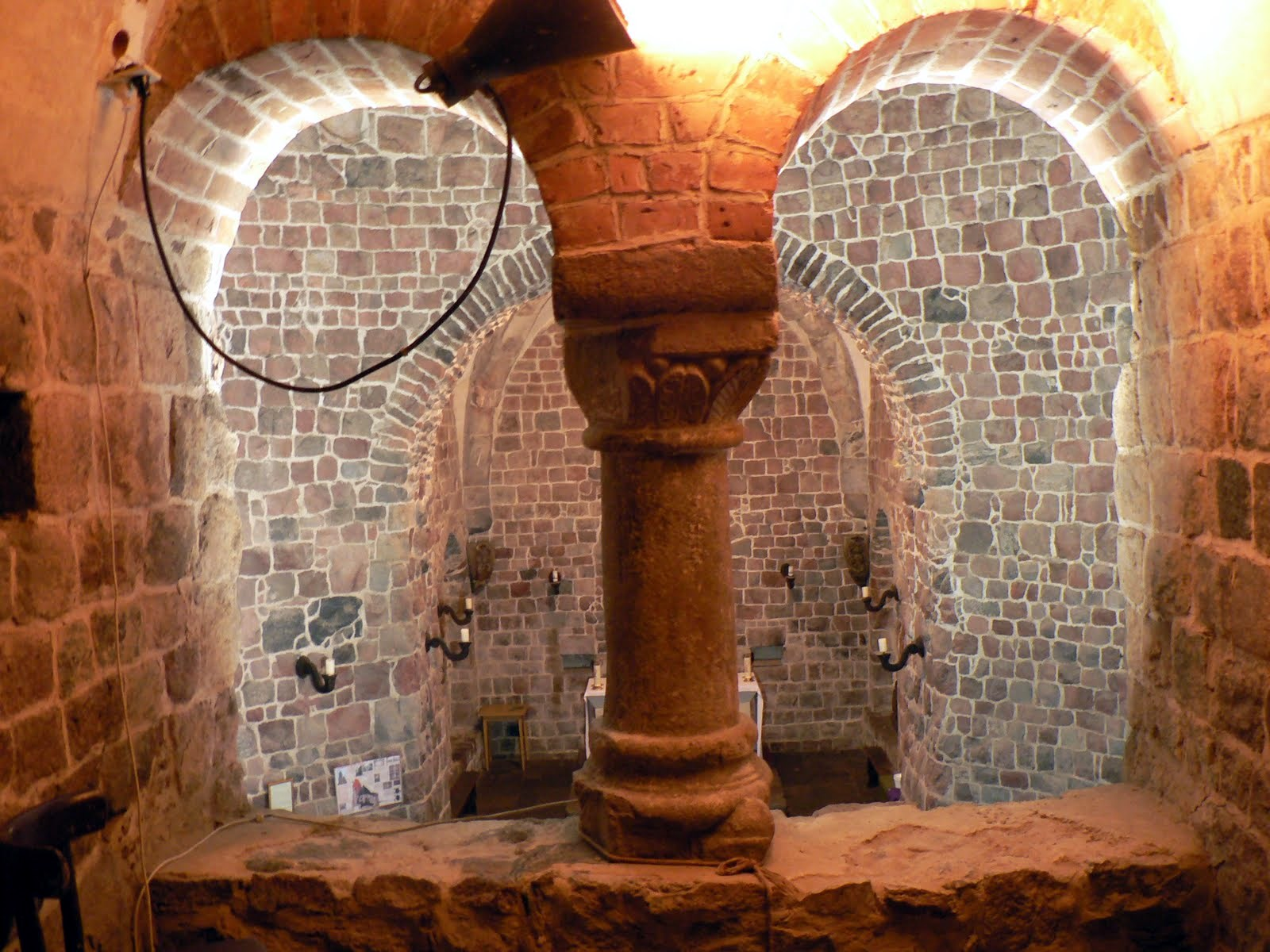
Biforium met de gevonden romaanse middenzuil
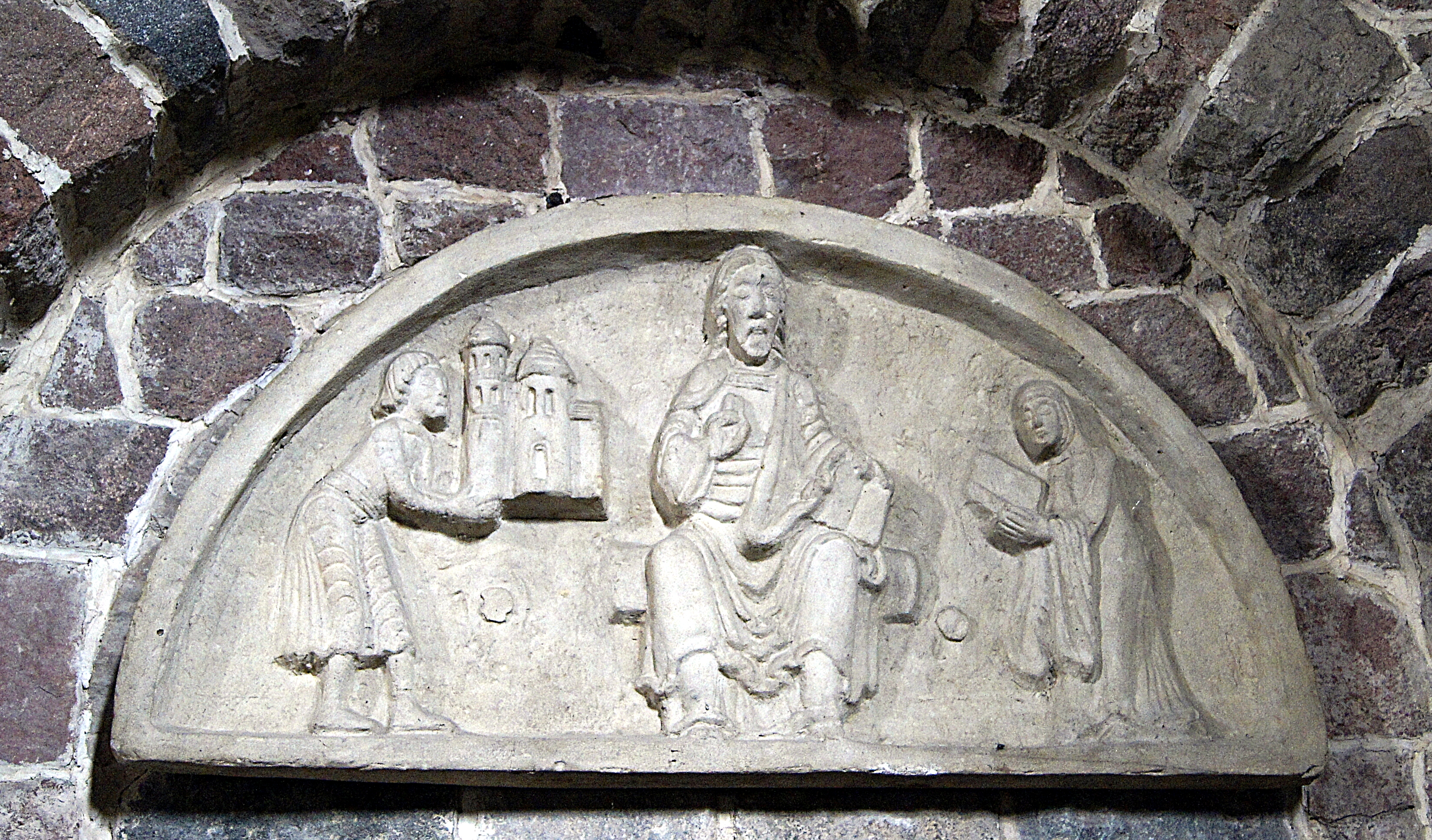
Gereconstrueerd tympaan